# Superliga Española de Hockey Hielo 1992/1993
Sezóna 1992/1993 byla 19. sezonou Španělské ligy ledního hokeje. Vítězem se stal CHH Txuri-Urdin.

## Konečná tabulka
| Poř | Tým                | Z  | V  | R | P  | Skóre  | +/-  | B  |
| --- | ------------------ | -- | -- | - | -- | ------ | ---- | -- |
| 1   | CHH Txuri-Urdin    | 16 | 13 | 3 | 0  | 116:48 | +68  | 29 |
| 2   | CH Jaca            | 16 | 9  | 2 | 5  | 113:69 | +44  | 20 |
| 3   | Club Gel Puigcerdà | 16 | 8  | 1 | 7  | 85:89  | -4   | 17 |
| 4   | FC Barcelona       | 16 | 6  | 2 | 8  | 57:88  | -21  | 14 |
| 5   | AD Roller Gasteiz  | 16 | 0  | 0 | 16 | 43:150 | -107 | 0  |